# Beyblade V-Force
Beyblade V-Force (爆転シュート　ベイブレード2002, Explosive Shooting Beyblade 2002) is de tweede van drie animeseries gebaseerd op de manga Beyblade. De serie werd uitgezonden in 2002 van 7 januari tot 30 december, en telt 51 afleveringen.
De anime werd door Fox Kids en Jetix in Nederland uitgezonden. Later kwam de serie terug op Nicktoons.

## Tekenstijl
De tekenstijl in de serie is duidelijk anders dan die in de vorige serie.
De personages zelf zien er simpeler uit en dragen andere kleding dan in de vorige serie. De Bit-beesten hebben niet langer een spookachtig uiterlijk, maar een vaste vorm met duidelijke kleuren. De Beybladegevechten zijn in deze serie grotendeels getekend met computeranimatie.

## Verhaal
Het verhaal gaat verder waar de vorig serie ophield. Het wereldkampioenschap is voorbij, en de leden van de Bladebreakers zijn hun eigen weg gegaan. Dan worden ze geconfronteerd met vier mysterieuze beybladers, die het op hun bit-beesten hebben voorzien. De vier noemen zichzelf de Saint Shields. De situatie wordt complexer wanneer ook een criminele organisatie genaamd Team Psykick zijn zinnen zet op de vier bit-beesten.
Na een reeks mislukte pogingen maakt Team Psykick zijn eigen versie van de vier bit-beesten genaamd Cyber Bit-beesten. Ze rekruteren een team en dagen de Bladebreakers uit. Dankzij de Saint Shields winnen de Bladebreakers.
Na dit gevecht reist het team af naar Amerika op uitnodiging van Max’ moeder. Ze heeft een steen gevonden waar door de voorouders van de Saint Shields honderden Bit-beesten in opgesloten zijn. Een team van wetenschappers steelt de steen en bevrijdt de Bit-Beesten om de Bladebreakers te bevechten. Tijdens de strijd met deze bit-beesten krijgen de Bladebreakers een nieuw teamlid, Zeo. Hij ziet Tyson als zijn idool.
In de climax van de serie komt aan het licht dat Zeo in werkelijkheid een androïde is, gemaakt door Dr. Zagart naar het evenbeeld van Zagarts overleden zoon. Zagart blijkt het ware meesterbrein te zijn achter alle pogingen om de Bit-Beesten van de Bladebreakers te stelen, omdat hij van mening is dat hij met hun kracht Zeo kan veranderen in een echt mens. Tyson en Zeo nemen het tegen elkaar op in de finale van het nieuw wereldkampioenschap. Tyson wint, maar leert Zeo te accepteren wat hij is.

## Muziek

### Opening/slot
Japanes
- "Off the Chains" door Toss & Turn (afleveringen 1-21) (1e opening)
- "Urban Love" door Shiori (afleveringen 1-21) (1e slot)
- "ジェット (Jet)" door Fairy Fore (afleveringen 22-51) (2e opening)
- "What's the Answer?" by Retro G-Style (afleveringen 22-51) (2e slot)

Engels
- "Let's Beyblade" - Sick Kid featuring Lukas Rossi (titelsong)

### Achtergrondmuziek
- "Switchblade" door Lenz
- "Underdog" door Mudd
- "Always be in The Game" door Jason Dean Bennison

## Afleveringen
1. Shot Down in Flames!
2. The Search for Mr. X
3. Unseen and Unleashed
4. Searching for Dragoon
5. Guess Who's Back in Town?!
6. The Magtram Threat
7. The Reunion Begins
8. Return of the Bladebreakers!
9. La Isla Bey-Nita
10. The Island of No Return
11. The Evil Island of Dr. B
12. Bring Me Dranzer
13. Testing One, Two, Three
14. Gideon Raises Gerry!
15. Show Me the Bit-Beasts!
16. Team Psykick's New Recruit
17. Prelude to Destiny / Hilary's Bey-B-Cue
18. When Friends Become Foes
19. Their Own Private Battles
20. The Power Half Hour!!
21. The Battle Tower Showdown
22. Max Takes One for the Team
23. The Bigger the Cyber-Driger...The Harder It Falls...
24. Ghost in the Machine
25. Raising Kane!!
26. Cyber Dragoon Takes Control!
27. Building the Perfect Bit Beast!
28. Hot Rock
29. A Friend's Cry / Bad Seed in the Big Apple
30. Get a Piece of the Rock!
31. Attack of the Rock Bit Beast
32. Lots of Questions... Few Answers
33. Rock Bottom!
34. Itzy Bey-Itzy Spider
35. See No Bit Beast, Hear No Bit Beast
36. Friends and Enemies
37. Beybattle at the Bit Beast Corral
38. The Fate of the Spark Battle
39. The Bit Beast Bond
40. Squeeze Play
41. Who's Your Daddy?
42. Fortunes Dear and Dire
43. Kai's Royal Flush
44. The Calm Before the Storm
45. Zeo vs. Ozuma
46. Black & White Evil Powers
47. Deceit From Above
48. Phoenix Falling
49. The Enemy Within
50. Clash of the Tyson
51. Destiny of the Final Battle